# Yasuhiko Okudera
Yasuhiko Okudera (jap. 奥寺康彦 Okudera Yasuhiko; ur. 12 marca 1952 w Kazuno, prefektura Akita) – japoński piłkarz występujący na pozycji pomocnika. Wieloletni zawodnik klubów niemieckich.

## Kariera piłkarska
Yasuhiko Okudera karierę piłkarską rozpoczął w Furukawa Electric, w którym osiągał sukcesy w rozgrywkach krajowych oraz stanowił człon tej drużyny. W 1977 roku wyjechał do RFN grać w 1. FC Köln, stając się tym samym pierwszym zawodowym piłkarzem japońskim grającym w Europie. W drużynie zadebiutował 5 października 1977 roku. Już w pierwszym sezonie w Kolonii zdobył z drużyną dublet: mistrzostwo Niemiec i Puchar Niemiec, a dwa lata później dotarł do półfinału Pucharu Europy. W drużynie 1. FC Köln grał do 1980 roku.
Następnie grał w: Herthcie Berlin, Werderze Brema. W 1986 roku wrócił do Furukawa Electric, gdzie w 1987 roku zdobył Azjatycką Ligę Mistrzów, a w 1988 roku zakończył karierę piłkarską.

### Reprezentacja Japonii
Yasuhiko Okudera w reprezentacji Japonii zadebiutował dnia 12 lipca 1972 roku w Kuala Lumpur w wygranym 4:1 meczu z reprezentacją Kambodży w ramach Turnieju Merdeka. Następnie z powodu wyjazdu do RFN przez prawie dziesięć lat nie mógł grać w drużynie narodowej. Po powrocie do ojczyzny wrócił w 1986 roku. Ostatni mecz Okudery w reprezentacji miał miejsce 26 października 1987 roku w Tokio w przegranym 0:2 z reprezentacją Chin w kwalifikacjach do igrzysk olimpijskich 1988 w Seulu. Łącznie w reprezentacji rozegrał 32 mecze i strzelił 9 goli.

## Statystyki
| Reprezentacja Japonii | Reprezentacja Japonii | Reprezentacja Japonii |
| Rok                   | Mecze                 | Gole                  |
| --------------------- | --------------------- | --------------------- |
| 1972                  | 6                     | 1                     |
| 1973                  | 0                     | 0                     |
| 1974                  | 0                     | 0                     |
| 1975                  | 5                     | 0                     |
| 1976                  | 8                     | 7                     |
| 1977                  | 4                     | 0                     |
| 1978                  | 0                     | 0                     |
| 1979                  | 0                     | 0                     |
| 1980                  | 0                     | 0                     |
| 1981                  | 0                     | 0                     |
| 1982                  | 0                     | 0                     |
| 1983                  | 0                     | 0                     |
| 1984                  | 0                     | 0                     |
| 1985                  | 0                     | 0                     |
| 1986                  | 4                     | 0                     |
| 1987                  | 5                     | 1                     |
| Razem                 | 32                    | 9                     |

## Sukcesy piłkarskie

### Furukawa Electric
- Mistrz Japonii: 1976, 1986
- Puchar Cesarza: 1976
- Superpuchar Japonii: 1977
- Azjatycka Liga Mistrzów: 1987

### 1. FC Köln
- Mistrz Niemiec: 1978
- Puchar Niemiec: 1978
- Półfinał Pucharu Europy: 1979

### Werder Brema
- Wicemistrz Niemiec: 1983, 1985, 1986

### Indywidualne
- Drużyna Japan Soccer League: 1976, 1987

## Po zakończeniu kariery
Okudera po zakończeniu kariery był prezesem JEF United Ichihara Chiba, a w 1996 roku był jej pierwszym trenerem. Obecnie jest prezesem japońskiego Yokohama FC, oraz był przez jakiś czas prezesem angielskiego Plymouth Argyle